# Крынин, Степан Михайлович
Степа́н Миха́йлович Кры́нин (14.04.1920, Никольское, Енотаевский район, Астраханская область, РСФСР — 18.07.1988, Астрахань, Россия) — Герой Советского Союза, участник Великой Отечественной войны.

## Биография
Степан Михайлович Крынин родился 14 апреля 1920 года в селе Никольское Енотаевского района Астраханской области в крестьянской семье. До 1940 года работал в Юстинском районе Калмыцкой АССР. В 1940 году Степан Крынин был призван в ряды Красной Армии.
После Великой Отечественной войны Степан Крынин вернулся в Астрахань, где работал в пароходстве и на рыбокомбинате.
18 июля 1988 года Степан Михайлович Крынин скончался в Астрахани.

## Подвиг
В первые годы Великой Отечественной войны был несколько раз ранен. Летом 1944 года в составе Орловской Краснознамённой дивизии воевал в районе реки Друть. При форсировании реки сержант Степан Крынин проявил бесстрашие, подняв в атаку своих сослуживцев. Он первым ворвался в траншеи противника, уничтожив гранатами пулемёт вместе с боевым расчётом, что дало возможность занять новые позиции.
14 июля 1944 года отделение Степана Крынина, действовавшее в составе десантной группы возле города Волковыска, перерезало шоссе, по которому двигалась колонна противника численностью около 600 человек. Немецкая колонна была разделена на две части, и в завязавшемся сражении было уничтожено около 120 немецких военнослужащих; остальная часть противника отступила назад. В результате этого боя появилась возможность наступающим советским войскам подойти к Волковыску.

## Награды и звания
- Медаль «Золотая Звезда» (№ 9016) — награждён 24 марта 1945 года за личную храбрость и геройство в бою
- Орден Ленина
- Орден Отечественной войны I степени
- Орден Славы
- Медаль «За отвагу».

## Память
- В Элисте находится мемориальный комплекс Аллея Героев, на котором располагается барельеф Степана Михайловича Крынина.
- Имя С.М. Крынина носят улицы в Гродно[1][2] и Волковыске.

## Источник
- Кравчук М. Герой с улицы Героя/ Звезды над степью: Очерки о Героях Советского Союза. — Элиста, 1975. — стр. 131—138.
- С. М. Крынин/ Наши земляки — Герои Советского Союза, комплект из 21 фоторепродукций. — Элиста, 1975. — репродукция 10.
- Степан Михайлович Крынин: биографические данные/ Наши земляки — Герои Советского Союза, комплект из 22 буклетов. — Элиста, 1985. — буклет 10.
- Герои Советского Союза. Краткий биографический словарь. — том 1. — М.: Воениздат, 1987.